# Campionati mondiali juniores di bob 1987
I Campionati mondiali juniores di bob 1987, edizione inaugurale della manifestazione organizzata dalla Federazione Internazionale di Bob e Skeleton, si sono disputati a Sarajevo, nell'allora Jugoslavia (oggi capoluogo della Bosnia-Erzegovina), sulla Olimpijska staza za bob i sankanje Trebević, il tracciato sul quale si svolsero le competizioni del bob e dello slittino ai Giochi di Sarajevo 1984. L'impianto situato nei pressi del monte Trebević ha quindi ospitato le competizioni iridate per la prima volta nel bob a due uomini e nel bob a quattro.

## Risultati

### Bob a due uomini
La gara si è disputata nell'arco di due manches.
|     | Hans-Joachim Schurack Ronald Stein  | Germania Est   |     |     |
|     | Herbert Sellmeier Markus Zimmermann | Germania Ovest |     |     |
|     | Dirk Wiese Rolf Stockum             | Germania Ovest |     |     |
| ... | ...                                 | ...            | ... | ... |

### Bob a quattro
La gara si è disputata nell'arco di due manches.
| Pos. | Atleti                                                      | Nazione        |
| ---- | ----------------------------------------------------------- | -------------- |
|      | Herbert Sellmeier Dirk Wiese Rolf Stockum Markus Zimmermann | Germania Ovest |
|      | Jens Ränger Harald Czudaj Heiko Querner Alexander Szelig    | Germania Est   |
|      | Hans Angerer Günter Grundner Steffen Pfeiffer Peter Firl    | Germania Ovest |
| ...  | ...                                                         | ...            |

## Medagliere
| Posizione | Nazione        | Oro | Argento | Bronzo | Totale |
| --------- | -------------- | --- | ------- | ------ | ------ |
| 1         | Germania Ovest | 1   | 1       | 2      | 4      |
| 2         | Germania Est   | 1   | 1       | 0      | 2      |
| Totale    | Totale         | 2   | 2       | 2      | 6      |